# 2015-ös WTCC argentin nagydíj
A 2015-ös WTCC argentin nagydíj volt a 2015-ös túraautó-világbajnokság első fordulója. 2015. március 8-án rendezték meg az Autódromo Termas de Río Hondo-n, Argentínában.

## Időmérő
| Poz.                                    | #  | Versenyző           | Csapat                          | Autó                    | Kat. | 1. rész  | 2. rész  | 3. rész  | Pont |
| --------------------------------------- | -- | ------------------- | ------------------------------- | ----------------------- | ---- | -------- | -------- | -------- | ---- |
| 1                                       | 37 | José María López    | Citroën Total WTCC              | Citroën C-Elysée WTCC   |      | 1:47,300 | 1:45,891 | 1:45,461 | 5    |
| 2                                       | 68 | Yvan Muller         | Citroën Total WTCC              | Citroën C-Elysée WTCC   |      | 1:47,445 | 1:46,149 | 1:46,701 | 4    |
| 3                                       | 9  | Sébastien Loeb      | Citroën Total WTCC              | Citroën C-Elysée WTCC   |      | 1:47,056 | 1:46,641 | 1:47,061 | 3    |
| 4                                       | 33 | Ma Csing-hua        | Citroën Total WTCC              | Citroën C-Elysée WTCC   |      | 1:47,326 | 1:45,808 | 1:47,203 | 2    |
| 5                                       | 18 | Tiago Monteiro      | Honda Racing Team JAS           | Honda Civic WTCC        |      | 1:47,321 | 1:46,469 | 1:47,633 | 1    |
| 6                                       | 3  | Tom Chilton         | ROAL Motorsport                 | Chevrolet RML Cruze TC1 | Y    | 1:47,511 | 1:46,738 |          |      |
| 7                                       | 2  | Gabriele Tarquini   | Honda Racing Team JAS           | Honda Civic WTCC        |      | 1:47,441 | 1:46,967 |          |      |
| 8                                       | 26 | Stefano D'Aste      | ALL-INKL.COM Münnich Motorsport | Chevrolet RML Cruze TC1 | Y    | 1:47,240 | 1:47,120 |          |      |
| 9                                       | 4  | Tom Coronel         | ROAL Motorsport                 | Chevrolet RML Cruze TC1 | Y    | 1:48,038 | 1:48,322 |          |      |
| 10                                      | 15 | James Thompson      | Lada Sport Rosneft              | Lada Vesta              |      | 1:48,033 | 1:50,165 |          |      |
| 11                                      | 12 | Robert Huff         | Lada Sport Rosneft              | Lada Vesta              |      | 1:46,878 | 1:50,553 |          |      |
| 12                                      | 25 | Mehdi Bennani       | Sébastien Loeb Racing           | Citroën C-Elysée WTCC   | Y    | 1:47,040 |          |          |      |
| 13                                      | 98 | Dušan Borković      | Proteam Racing                  | Honda Civic WTCC        | Y    | 1:48,443 |          |          |      |
| 14                                      | 10 | John Filippi        | Campos Racing                   | Chevrolet RML Cruze TC1 | Y    | 1:48,507 |          |          |      |
| 15                                      | 11 | Grégoire Demoustier | Craft Bamboo                    | Chevrolet RML Cruze TC1 | Y    | 1:49,042 |          |          |      |
| 16                                      | 19 | Rickard Rydell      | Nika International              | Honda Civic WTCC        |      | 1:49,267 |          |          |      |
| Kvalifikációs időlimit (107%): 1:54,359 |    |                     |                                 |                         |      |          |          |          |      |
| 17                                      | 5  | Michelisz Norbert   | Zengő Motorsport                | Honda Civic WTCC        | Y    |          |          |          |      |
| Ni                                      | 7  | Hugo Valente        | Campos Racing                   | Chevrolet RML Cruze TC1 | Y    |          |          |          |      |

- Y - Yokohama bajnokság

## Első verseny
| Poz. | #  | Versenyző           | Csapat                          | Autó                    | Kat. | Futott kör | Idő/Kiesés oka | Rajthely | Pont |
| ---- | -- | ------------------- | ------------------------------- | ----------------------- | ---- | ---------- | -------------- | -------- | ---- |
| 1    | 37 | José María López    | Citroën Total WTCC              | Citroën C-Elysée WTCC   |      | 13         | 23:25.060      | 1        | 25   |
| 2    | 68 | Yvan Muller         | Citroën Total WTCC              | Citroën C-Elysée WTCC   |      | 13         | +3.170         | 2        | 18   |
| 3    | 9  | Sébastien Loeb      | Citroën Total WTCC              | Citroën C-Elysée WTCC   |      | 13         | +7.500         | 3        | 15   |
| 4    | 18 | Tiago Monteiro      | Honda Racing Team JAS           | Honda Civic WTCC        |      | 13         | +14.168        | 5        | 12   |
| 5    | 2  | Gabriele Tarquini   | Honda Racing Team JAS           | Honda Civic WTCC        |      | 13         | +16.322        | 7        | 10   |
| 6    | 5  | Michelisz Norbert   | Zengő Motorsport                | Honda Civic WTCC        | Y    | 13         | +18.470        | 17       | 8    |
| 7    | 33 | Ma Csing-hua        | Citroën Total WTCC              | Citroën C-Elysée WTCC   |      | 13         | +20.164        | 4        | 6    |
| 8    | 3  | Tom Chilton         | ROAL Motorsport                 | Chevrolet RML Cruze TC1 | Y    | 13         | +23.499        | 6        | 4    |
| 9    | 26 | Stefano D'Aste      | ALL-INKL.COM Münnich Motorsport | Chevrolet RML Cruze TC1 | Y    | 13         | +27.306        | 8        | 2    |
| 10   | 19 | Rickard Rydell      | Nika International              | Honda Civic WTCC        |      | 13         | +30.266        | 16       | 1    |
| 11   | 98 | Dušan Borković      | Proteam Racing                  | Honda Civic WTCC        | Y    | 13         | +34.387        | 13       |      |
| 12   | 11 | Grégoire Demoustier | Craft Bamboo                    | Chevrolet RML Cruze TC1 | Y    | 13         | +36.213        | 15       |      |
| 13   | 25 | Mehdi Bennani       | Sébastien Loeb Racing           | Citroën C-Elysée WTCC   | Y    | 13         | +37.906        | 12       |      |
| 14   | 4  | Tom Coronel         | ROAL Motorsport                 | Chevrolet RML Cruze TC1 | Y    | 9          | +4 kör         | 9        |      |
| Ki   | 7  | Hugo Valente        | Campos Racing                   | Chevrolet RML Cruze TC1 | Y    | 4          | Baleset        | 18       |      |
| Ki   | 12 | Robert Huff         | Lada Sport Rosneft              | Lada Vesta WTCC         |      | 4          | Baleset        | 11       |      |
| Ki   | 15 | James Thompson      | Lada Sport Rosneft              | Lada Vesta WTCC         |      | 2          | +11 kör        | 10       |      |
| Ki   | 27 | John Filippi        | Campos Racing                   | Chevrolet RML Cruze TC1 | Y    | 1          | Baleset        | 14       |      |

## Második verseny
| Poz. | #  | Versenyző           | Csapat                          | Autó                    | Kat. | Futott kör | Idő/Kiesés oka | Rajthely | Pont |
| ---- | -- | ------------------- | ------------------------------- | ----------------------- | ---- | ---------- | -------------- | -------- | ---- |
| 1    | 9  | Sébastien Loeb      | Citroën Total WTCC              | Citroën C-Elysée WTCC   |      | 15         | 29:33.508      | 8        | 25   |
| 2    | 37 | José María López    | Citroën Total WTCC              | Citroën C-Elysée WTCC   |      | 15         | +4.690         | 10       | 18   |
| 3    | 18 | Tiago Monteiro      | Honda Racing Team JAS           | Honda Civic WTCC        |      | 15         | +10.149        | 6        | 15   |
| 4    | 2  | Gabriele Tarquini   | Honda Racing Team JAS           | Honda Civic WTCC        |      | 15         | +11.564        | 4        | 12   |
| 5    | 25 | Mehdi Bennani       | Sébastien Loeb Racing           | Citroën C-Elysée WTCC   | Y    | 15         | +14.956        | 12       | 10   |
| 6    | 33 | Ma Csing-hua        | Citroën Total WTCC              | Citroën C-Elysée WTCC   |      | 15         | +19.697        | 7        | 8    |
| 7[1] | 5  | Michelisz Norbert   | Zengő Motorsport                | Honda Civic WTCC        | Y    | 15         | +17.948        | 16       | 6    |
| 8    | 3  | Tom Chilton         | ROAL Motorsport                 | Chevrolet RML Cruze TC1 | Y    | 15         | +21.338        | 5        | 4    |
| 9    | 19 | Rickard Rydell      | Nika International              | Honda Civic WTCC        |      | 15         | +30.607        | 15       | 2    |
| 10   | 11 | Grégoire Demoustier | Craft Bamboo                    | Chevrolet RML Cruze TC1 | Y    | 15         | +32.304        | 14       | 1    |
| 11   | 68 | Yvan Muller         | Citroën Total WTCC              | Citroën C-Elysée WTCC   |      | 15         | +43.627        | 9        |      |
| 12   | 27 | John Filippi        | Campos Racing                   | Chevrolet RML Cruze TC1 | Y    | 15         | +1:12.280      | 18       |      |
| Ki   | 98 | Dušan Borković      | Proteam Racing                  | Honda Civic WTCC        | Y    | 8          | Baleset        | 13       |      |
| Ki   | 4  | Tom Coronel         | ROAL Motorsport                 | Chevrolet RML Cruze TC1 | Y    | 4          |                | 2        |      |
| Ki   | 12 | Robert Huff         | Lada Sport Rosneft              | Lada Vesta WTCC         |      | 2          |                | 11       |      |
| Ki   | 15 | James Thompson      | Lada Sport Rosneft              | Lada Vesta WTCC         |      | 1          |                | 1        |      |
| Ki   | 26 | Stefano D'Aste      | ALL-INKL.COM Münnich Motorsport | Chevrolet RML Cruze TC1 | Y    | 0          | Baleset        | 3        |      |
| Kiz  | 7  | Hugo Valente        | Campos Racing                   | Chevrolet RML Cruze TC1 | Y    | 0          | Nem indult     | 17       |      |

Megjegyzés
↑ 1:  — Michelisz Norbert egyhelyes büntetést kapott Ma Ching-Hua-val való ütközése miatt.

## A világbajnokság élmezőnyének állása a verseny után
(Teljes táblázat)
| H  | Versenyzők        | Pont | H  | Yokohama kupa       | Pont | H  | Konstruktőrök | Pont |
| -- | ----------------- | ---- | -- | ------------------- | ---- | -- | ------------- | ---- |
| 1. | José María López  | 48   | 1. | Michelisz Norbert   | 18   | 1. | Citroën       | 95   |
| 2. | Sébastien Loeb    | 43   | 2. | Mehdi Bennani       | 15   | 2. | Honda         | 59   |
| 3. | Tiago Monteiro    | 28   | 3. | Tom Chilton         | 15   | 3. | Lada          | 1    |
| 4. | Yvan Muller       | 22   | 4. | Grégoire Demoustier | 9    |    |               |      |
| 5. | Gabriele Tarquini | 22   | 5. | Stefano D'Aste      | 6    |    |               |      |

- Jegyzet: Csak az első 5 helyezett van feltüntetve mindkét táblázatban.

## Külső hivatkozások
- Hivatalos nevezési lista
- Hivatalos eredmények